# عدد آووگادرو

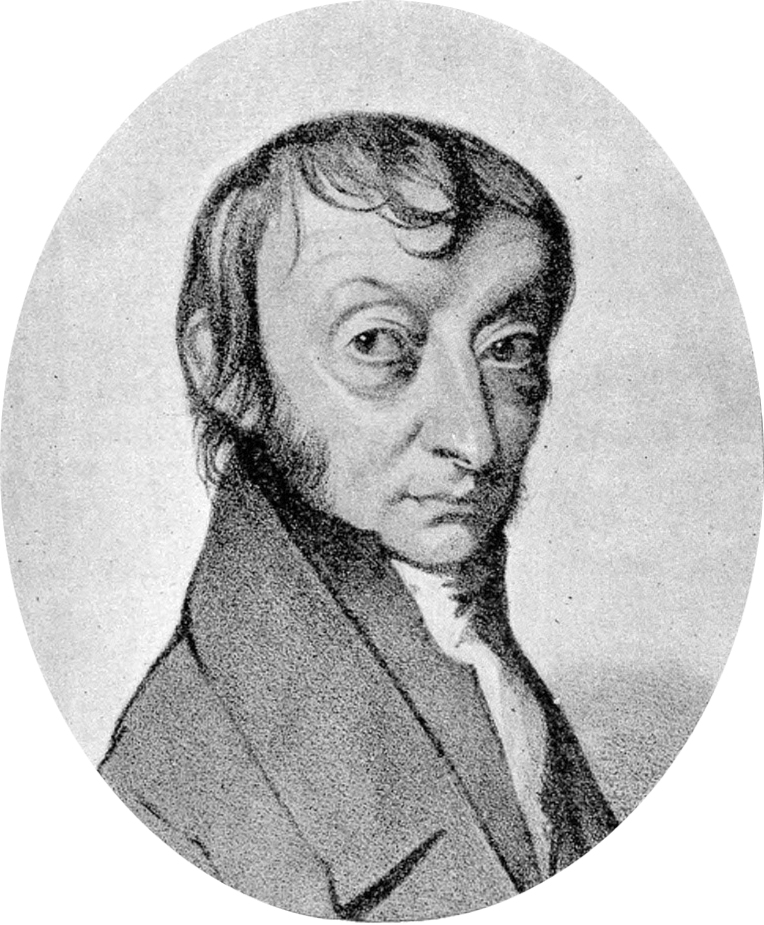
آمادئو آووگادرو

عدد آووگادرو یا ثابت آووگادرو (به انگلیسی: Avogadro constant)، که به‌صورت معمول با NA یا L نشان داده می‌شود، یک پارامتر ثابت است که تعداد اجزای تشکیل دهنده ماده (مثل مولکول‌ها، اتم‌ها یا یون‌ها) را به مقدار ماده، مرتبط می‌سازد. واحد مقابل این عدد در دستگاه بین‌المللی یکاها (SI)، مول است و به‌صورت ۱۰۲۳×۶٫۰۲۲۱۴۰۷۶ بر مول بیان می‌شود. نام این عدد به احترام دانشمند پر اوازه ایتالیایی آمدئو آووگادرو برگزیده شده‌است.
ثابت آووگادرو یک عدد بدون بعد (بدون یکا) است که بر اساس مقدار مول ماده تعریف می‌شود و بعضی مواقع از آن به‌صورت N یا N0 یاد می‌شود. این ثابت که معادل تعداد ذره‌های موجود در یک مول از ماده محسوب می‌شود، دقیقا برابر با ۱۰۲۳×۶٫۰۲۲۱۴۰۷۶ است.
عدد آووگادرو برای این منظور انتخاب شده‌است که جرم یک مول از یک ترکیب شیمیایی بر حسب گرم، به‌صورت عددی با جرم میانگین یک مولکول از آن ترکیب برحسب دالتون برابر باشد. یک دالتون برابر با ۱/۱۲ جرم یک اتم کربن-۱۲ است که تقریبا می‌توان آن را معادل جرم یک نوکلئون (پروتون یا نوترون) دانست. برای مثال، جرم میانگین یک مولکول آب برابر با ۱۸٫۰۱۵۳ دالتون است و جرم یک مول آب (که N مولکول است)، حدود ۱۸٫۰۱۵۳ گرم است. بنابراین، عدد آووگادرو یک ثابت تناسب است که جرم مولی یک ماده را با جرم مولکولی آن مرتبط می‌کند و همچنین عددی تقریبی است که معادل تعداد نوکلئون‌های موجود در یک گرم از ماده معمولی است.
ثابت آووگادرو همچنین میان حجم مولی یک ماده و حجم اسمی اشغال شده متوسط توسط ذرات تشکیل دهنده آن ماده، زمانی که هر دو بر اساس واحدی مشترک بیان شوند، ارتباط برقرار می‌کند. برای مثال، چون حجم مولی آب در شرایط متداول تقریبا برابر با ۱۸ میلی‌لیتر بر مول است، حجم اشغال شده توسط یک مولکول آب تقریبا برابر با ۱۸/۶٫۰۲۲ مول یا حدود ۳۰ آنگستروم (Å۳) مکعب است. برای یک ماده بلوری، عدد آووگادرو به‌صورت مشابهی حجم مولی (بر حسب میلی‌لیتر/مول)، حجم سلول‌های واحد تکرارشونده (برحسب میلی‌لیتر) و تعداد مولکول‌ها در هر سلول را مرتبط می‌سازد.
عدد آووگادرو از ابتدای مطرح شدنش به روش‌های مختلفی تعیین شده‌است. اولین مقدار تقریبی تعیین شده برای آن، به‌صورت غیرمستقیم بود و توسط یوهان یوزف لوشمیت اندازه‌گیری شد (عدد آووگادرو و ثابت لوشمیت (Loschmidt constant) بسیار به هم نزدیک هستند و معمولا با یکدیگر اشتباه گرفته می‌شوند). این عدد برای اولین بار توسط ژان پرن و به‌عنوان تعداد اتم‌های موجود در ۱۶ گرم اکسیژن تعریف شد. پس از آن و در چهاردمین کنفراس اداره بین‌المللی اوزان و مقیاس‌ها (BIPM)، تعریف آن دچار تغییر شد و به‌عنوان تعداد اتم‌های موجود در ۱۲ گرم از ایزوتوپ کربن-۱۲ معرفی شد.
تعریف ارائه شده برای عدد آووگادرو به این معنی بود که مقدار این عدد به مقدار تجربی جرم (برحسب گرم) یک اتم از همان عنصر بستگی دارد و بنابراین به تعداد رقم‌های اعشار محدودی شناخته می‌شد. به همین خاطر، در ۲۶‌امین کنفرانس اداره بین‌المللی اوزان و مقیاس‌ها در ۲۰ مه ۲۰۱۹، تصمیم گرفته شد که عدد آووگادرو دقیقا برابر با ... درنظر گرفته شود. این تعریف عملا موجب تغییر تعریف واحد مول نیز شد و براساس تعریف جدید، یک مول از هر ماده‌ای برابر است با عدد آووگادرو ضرب‌در جرم میانگین اجزای سازنده آن ماده.

## تاریخچه

### خاستگاه مفهوم
نام عدد آووگادرو به افتخار دانشمند ایتالیایی آمادئو آووگادرو (۱۷۷۶-۱۸۵۶) انتخاب شده‌است که در سال ۱۸۱۱ برای اولین بار پیشنهاد کرد، حجم یک گاز (در دما و فشار مشخص)، فارغ از ماهیت شیمیایی گاز، با تعداد اتمها یا مولکول‌های سازنده آن متناسب است.
نام عدد آووگادرو در سال ۱۹۰۹ توسط فیزیک‌دانی به‌ نام ژان پرن رایج شد که بر اساس تعریف او دقیقا برابر با تعداد مولکول‌های ۳۲ گرم اکسیژن بود. هدف از این تعریف این بود که جرم یک مول از ماده برحسب گرم به‌صورت عددی با جرم یک مولکول (که نسبت به جرم اتم هیدروژن بیان می‌شود)، برابر باشد.

### اندازه‌گیری‌های اولیه
مقدار عدد آووگادرو (که هنوز در آن زمان با این نام شناخته شده نبود)، برای اولین بار توسط یوهان یوزف لوشمیت و به‌صورت غیرمستقیم در سال ۱۸۵۶ تعیین شد. او این کار را با کمک تخمین تعداد ذرات موجود در یک حجم مشخص از گاز انجام داد. این مقدار که امروزه به افتخار لوشمیت، با نام ثابت لوشمیت شناخته می‌شود، در واقع چگالی تعداد (n0) مربوط به ذرات موجود در یک حجم مشخص از یک گاز ایده‌آل است. ارتباط این عدد با عدد آووگادرو (NA) به‌صورت زیر است:
{\displaystyle n_{0}={\frac {p_{0}N_{\rm {A}}}{R\,T_{0}}}}
در این معادله، p0 معادل فشار،  R معادل ثابت گاز و T0 برابر با دمای مطلق است. به‌خاطر کار لوشمیت، بعضی مواقع از نماد L برای عدد آووگادرو استفاده می‌شود. در نشریات آلمانی بعضی مواقع این نماد برای هر دو ثابت (آووگادرو و لوشمیت) استفاده می‌شود و تنها با کمک واحد اندازه‌گیری از یکدیگر تمیز داده می‌شوند.
ژان پرن با کمک چندین روش تجربی موفق شد که مقدار عدد آووگادرو را تعیین کند. این دستاورد سبب شد که او در سال ۱۹۲۶ موفق به کسب جایزه نوبل فیزیک شود.

## شیوه محاسبه
یکی از روش‌ها برای به‌دست آوردن مقدارِ این عدد روش‌های الکترو شیمیایی و بلورشناسی است. در روش بلورشناسی، مثلاً یک عنصر را در نظر می‌گیرند و سپس با دستگاه‌های دقیق ساختار عنصر، طول هر یک از اضلاع سلول واحد بلور و وزن اتمی عنصر و وزن حجمی آن را مشخص می‌کنند. سپس، به کمک یک عملیاتِ ریاضی می‌توان به عدد آووگادرو دست یافت.
مثلاً، نیکل در سیستمِ مکعبی با وجوه مرکز پر متبلور می‌شود. طول هر یک از اضلاع سلول واحد ۵۲/۳ آنگستروم، وزن اتمی نیکل ۷/۵۸ و وزن حجمی آن ۹۴/۸ است.
حال به کمک این داده‌ها عدد آووگادرو را حساب می‌کنیم. هر سلّول واحد چهار اتم نیکل دارد. اگر عدد آووگادرو را N در نظر بگیریم، وزن هر اتم برابر ۷/۵۸ تقسیم بر N گرم خواهد بود.
وزن هر سلولِ واحد چهار برابر این مقدار و حجم آن برابر (۵۲/۳ ضرب در ده به توان منفی هشت) کل این مقدار به توانِ سه سانتیمتر مکعب است. حال اگر این دو را تقسیم کنیم، چگالی نیکل به‌دست می‌آید که البته ضریبی است از N با توجه به این‌که می‌دانیم چگالی نیکل برابر با ۹۴/۸ است، پس با آن می‌توان مقدار N را حساب کرد که همان عدد آووگادرو است.
اگر بخواهیم از روش الکترو شیمی استفاده کنیم، عدد فارادای (ثابت فارادای) را باید تقسیم بر بار یک الکترونِ تنها کنیم که در این صورت مقدار عدد آووگادرو حساب می‌شود.
NA عددی است که باروش‌های بسیاری ازجمله سنجش‌های حرکت براونی، بار الکتریکی و شمارش ذرات α تعیین شده‌است. در سال ۱۹۰۵، ویلیام رامسی و فردریک سادی، با استفاده از رادیم آزمایشی تعیین ثابت آووگادرو را ابداع نمودند. اتم رادیم پرتوزا براثر واپاشی یک ذره آلفا گسیل می‌کند که با به دست آوردن دوالکترون به اتم هلیم تبدیل می‌شود.
اگر حجمِ هلیم تولیدشده را به اِزای مقدارِ مشخصّی از رادیم واپاشی شده را پس از مدّتِ زمانی جمع‌آوری و اندازه‌گیری کنیم، مقدار NA را محاسبه می‌کنیم.
روش دیگر: با متبلور کردن یک مول I2 و سپس با بررسّی آن به وسیلهٔ پراش اشعه X می‌توان تعداد مولکول‌های ید را در بلور معیّن کرد که برابر عددآووگادرو است. ثابت آووگادرو را به راه‌های دیگری نظیرِ پراکندگی نور و آزمایش قطرهٔ روغن میلیکان نیز می‌توان اندازه‌گیری کرد.
شیمی‌دانان ثابت آووگادرو را طوری انتخاب نمودند که جرمِ NA اتم برحسب گرم معادلِ یک اتم برحسب واحدهای جرم اتمی باشد.

## استفاده
در بسیاری از محاسبات شیمی و فیزیک برای به دست آوردن تعداد ذرات ماده (مولکولی، یونی، اتمی) کاربرد دارد.